# Szoboszlay-per
A Szoboszlay-per a legnagyobb olyan per volt, amelyet kommunizmus-ellenes szervezkedésben való részvétellel megvádolt személyek ellen folytattak Erdélyben. 1957–1958-ban zajlott, és a legkegyetlenebb per volt az összes hasonló büntetőeljárás közül Romániában. Az eljárás során 57 főt állítottak bíróság elé, akik közül tízet ki is végeztek.

## A Szoboszlay-féle összeesküvés
A szervezkedés 1955–1956-ban zajlott Erdélyben. Elindítója Szoboszlay Aladár pécskai római katolikus plébános volt, aki Confederatio című művében kidolgozta egy olyan közös román-magyar államszervezet tervét, amelynek létrehozatala – elgondolása szerint – megszüntette volna az etnikai feszültségeket. Ezen felül szándékában állt a kommunista diktatúra felszámolása, az alapvető polgári jogok (szólás-, vallás- és sajtószabadság) visszaállítása, valamint a kollektivizálás megszüntetése. Elméletét először csak közvetlen barátaival, Reusz Máriával, Alexandru Fîntînaru ügyvéddel, báró Huszár Józseffel és Ábrahám Árpád torjai római katolikus plébánossal, bérmakeresztapjával ismertette, azonban egyre több követőre találtak. Hamarosan külön-külön konspiratív szervezet működött Pécskán, Csíkszeredában, valamint Torján.
A szervezkedés résztvevői egy fegyveres felkelést kívántak kirobbantani, amelynek dátumát 1956. augusztus 28-ra tűzték ki. A felkelés azonban a szervezés hibái miatt el sem indult. Szoboszlay és társai a kudarcot követően sem adták fel terveiket, hanem újabb dátumot tűztek ki a felkelés kirobbantására: az október 23-án kitört magyar forradalom hatására október 26-át. Azt remélték, hogy a két forradalom egyszerre győzhet a két országban, ami által létrejöhetett volna a Szoboszlay által elképzelt konföderáció is. A kijelölt időpontban azonban ismét nem történt semmi, ezzel a felkelés kirobbantásának terve kútba esett; néhány nap múltán a szovjet erők a magyar forradalmat is leverték, így a remélt együttműködés esélye is megszűnt.
A szervezkedést a román állam titkosszolgálata, a Securitate egy „Iosif” fedőnevű besúgónak köszönhetően leplezte le, ami után a résztvevőket 1957 novemberében sorra letartóztatták.

## A per
A büntetőeljárás során összesen 57 főt tartóztattak le az üggyel összefüggésben, román és magyar nemzetiségű személyeket egyaránt. Olyanok is fogságba kerültek, akik csak szimpatizáltak a felkeléssel, vagy csak tudomással bírtak róla, de nem támogatták azt. Utóbbiaknak – a vádirat szerint – az volt a bűne, hogy nem jelentették az illetékes hatóságoknak, hogy mi van készülőben.
A per tárgyalásait Kolozsváron tartották, a III. Hadtest hadbírósága ítélkezett, elnöke a szabóból hadbíró őrnaggyá előléptetett Macskássi Pál volt. A vádlottakkal kegyetlenül bántak az őreik, rendszeresen verték és megalázták őket. A bíróság az ítéleteket már előre megkapta Bukarestből, ennek ellenére fenntartották a helyben ítélkezés látszatát. A terhelteket „államrend elleni összeesküvéssel” és „a Román Népköztársaság megdöntésére irányuló szervezkedéssel” vádolták, ítéletet 1958. május 30-án hoztak felettük. Az összes vádlottat teljes vagyonelkobzással sújtották, ezen felül tíz főt halálra, öt másik vádlottat pedig életfogytig tartó szabadságvesztésre ítéltek. A többiek ítélete 8–25 év közötti időtartamú szabadságvesztés büntetése volt. Az ítélkezés kegyetlenségét mutatja, hogy a tárgyalás „közönsége” minden egyes halál- és életfogytiglani börtönbüntetést megtapsolt.
A halálraítélteket 1958. szeptember 1-jén golyó által kivégezték Temesváron. Végső nyughelyük máig ismeretlen.

### A perben halálra ítélt és kivégzett vádlottak
- Szoboszlay Aladár
- báró Huszár József
- Alexandru Fîntînaru
- Lukács István
- Orbán István
- Tamás Imre
- Tamás Dezső
- Kónya István
- Ábrahám Árpád
- Orbán Károly

### A per során börtönbüntetésre ítélt vádlottak további sorsa
A börtönbüntetésre ítéltek közül két fő vesztette életét, mielőtt kiszabadulhatott volna: Szörcsey Elek és Pietsch Béla. Ugyancsak büntetésének letelte előtt halt meg a 22 évi kényszermunkára ítélt Karácsonyi István is, egy romániai munkatáborban, 1962-ben. A többiek az 1964-es amnesztia idején kiszabadultak, de maradandó fizikai és szellemi károsodást szenvedtek.

## A per utóélete
A Szoboszlay-perben elítélteket hosszú ideig nem rehabilitálták, akárcsak a többi kommunizmus alatt elítélt személyt sem. Szoboszlay Aladár testvére közbenjárt Kolozsváron a rehabilitáció érdekében, a bírónő azonban elutasította, kijelentve, hogy Macskássi Pál jogosan járt el. 
2006. október 23-án Traian Băsescu román államfő Sólyom László magyar köztársasági elnökkel találkozott Csíkszeredában. Egyúttal közösen rótták le tiszteletüket az '56-os elítéltek előtt, az ünnepségen tartott beszédében a román elnök hősöknek nevezte az erdélyi '56-osokat.
A kolozsvári táblabíróság végül 2010-ben, három évnyi pereskedés után felmentette a Szoboszlay-per során elítélt személyeket.
A Volt Politikai Foglyok Szövetsége számos helyen emlékművet állított a szervezkedés miatt elítéltek tiszteletére.